# Клименко, Сергей Анатольевич
Сергей Анатольевич Клименко (3 июля 1956, Брянск) — учёный в области процессов механической обработки металлов, материаловедения инструментальных материалов, износа режущего инструмента, технологии машиностроения, технологического обеспечения качества и эксплуатационных свойств деталей машин. Доктор технических наук (1999), профессор (2006), член-корреспондент Национальной академии наук Украины (2021), академик Академии технологических наук Украины (2003).

## Биография
Родился 3 июля 1956 года в Брянске.
В 1978 г. с отличием окончил Брянский институт транспортного машиностроения; инженер-механик по специальности «Технология машиностроения, металлорежущие станки и инструменты».
С 1978 года работает в Институте сверхтвердых материалов им. В. Н. Бакуля Национальной академии наук Украины: инженер-стажёр, инженер, младший научный, старший научный сотрудник, заведующий отделом, заместитель директора по научной работе (с 2006).
Одновременно преподаёт:
- профессор кафедры технологии машиностроения и конструирования технических систем Государственного университета "Житомирская политехника" (с 1999 по настоящее время)
- профессор кафедры конструирования технических систем Национального технического университета Украины «Киевский политехнический институт» (2003—2004)
- профессор кафедры металлорежущих станков и инструментов Донбасской государственной машиностроительной академии (2006—2010).

## Научная деятельность
В 1986 году защитил кандидатскую (в НПО «ЦНИИТМАШ», Москва), в 1999 — докторскую диссертацию (в Институте сверхтвёрдых материалов им. В. Н. Бакуля Национальной академии наук Украины). Старший научный сотрудник (1993), доцент (2003), профессор (2006); с 2021 - член-корреспондент Национальной академии наук Украины; с 2003 — действительный член (академик) Академии технологических наук Украины.
Основные направления исследований:
- механическое и физико-химическое контактное взаимодействие инструмента с обрабатываемым материалом;
- экспериментальные методы для изучения свойств материалов и параметров процесса контактного взаимодействия в зоне резания;
- разработка основ теории резания с использованием положений фрактального формализма в отношении свойств контактирующих материалов, закономерностей процесса резания и формирования состояния поверхностного слоя изделий;
- пути повышения эффективности процесса обработки высокотвёрдых металлов и сплавов режущим инструментом, оснащённым сверхтвёрдыми материалами;
- научные основы процессов высокоэффективной лезвийной обработки материалов с гетерогенной структурой, в частности, наплавленных и напыленных;
- создание новых конструкций металлорежущих инструментов и методов обработки.

### Основные научные труды
1. Рыжов Э. В., Клименко С. А., Гуцаленко О. Г. Технологическое обеспечение качества деталей с покрытиями. — Киев: Наук.думка, 1994.- 181 с.
2. Advanced Ceramics Tool for Machining Application-2 / Edit by I.M. Low and X.S. Li.- Chapter 1. Cutting Tools of Superhard Materials / S. A.Klimenko, Yu. A.Mukovoz, L. G.Polonsky. — Switzerland: Trans Tech Publications, 1996.- Р. 1-66.
3. Технологические основы управления качеством машин / А. В. Васильев, А. М. Дальский, С. А. Клименко и др. — М.: Машиностроение, 2003.- 256 с.
4. Сверхтвердые материалы. Получение и применение: В 6-и т. / Под общей ред. Н. В. Новикова. — Т.5: Обработка материалов лезвийным инструментом / Под ред. С. А. Клименко. — Киев: ИСМ им. В. Н. Бакуля, ИПЦ «АЛКОН» НАНУ, 2006. — 316 с.
5. Клименко С. А., Мельнійчук Ю. О., Встовський Г. В. Фрактальна параметризація структури матеріалів, їх оброблюваність різанням та зносостійкість різального інструменту. — Київ: ІНМ ім. В. М. Бакуля, 2009. — 170 с.
6. Обработка резанием деталей с покрытиями / Под ред. С. А. Клименко — К.: ИСМ НАН Украины, 2011. — 353 с.
7. Обработка и упрочненение поверхностей при изготовлении и восстановлении деталей / Под ред. М. Л. Хейфеца, С. А. Клименко — Мн.: Беларус. навука, 2013. — 464 с.
8. Инструменты из сверхтвердых материалов / Под ред. Н. В. Новикова, С. А. Клименко. — М: Машиностроение, 2014. — 608 с.
9. Твердые сплавы в процессах механической обработки / Под ред. Н. В. Новикова, С. А. Клименко. — К: ИСМ им. В .Н. Бакуля НАН Украины, 2015. — 368 с.
10. Финишная обработка поверхностей при производстве деталей / С .А. Клименко, М. Ю. Копейкина, В. С. Майборода и др. — Беларуська навука, 2017. — 376 с.
11. Высокопроизводительная чистовая лезвийная обработка деталей из сталей высокой твердости / Под ред. С. А. Клименко. — К.: ИСМ им. В. Н. Бакуля НАН Украины, 2018. — 304 c.
12. Обеспечение качества изделий в технологических комплексах. – Беларуська навука, 2019. – 248 с.
13. Формирование газотермических покрытий при производстве деталей. – Беларуська навука, 2020. – 416 с.

монографии — 37;
учебные пособия — 7;
статьи, тезисы докладов — более 1200;
изобретения (патенты, авторские свидетельства) — 59.

## Общественная деятельность
- Учёный секретарь специализированной секции «Высокотехнологичные области производства» Комитета по Государственным премиям Украины в области науки и техники;
- Генеральный директор Всеукраинской общественной организации «Ассоциация технологов-машиностроителей Украины»;
- Почетный иностранный член Ассоциации инженеров-трибологов России;
- Почетный профессор кафедры интегрированных технологий машиностроения Национального технического университета Украины «Киевский политехнический институт».
- Почетный доктор Донбасской государственной машиностроительной академии.

## Почетные звания

### Лауреат
- Лауреат Государственной премии Украины в области науки и техники (2008);
- Лауреат Премии Кабинета Министров Украины (2018);
- Лауреат Премии Национальной академии наук Украины, Национальной академии наук Белоруссии, Академии наук Молдавии (2008);
- Лауреат Премии Украинской академии наук (2009).

### Награды
- Благодарность Премьер-министра Украины (2009);
- Почётная грамота Кабинета министров Украины (2011);
- Почетная грамота Президиума Национальной академии наук Украины (2011);
- Почетная грамота Президиума Национальной академии наук Белоруссии (2016);
- Диплом и знак «Проф. др Павле Станковић» Союза научно-исследовательских институтов машиностроения Сербии (2009);
- Знак Ордена «Святой князь Владимир» IV ст. с присвоением титула "Рыцарь Ордена «Святой князь Владимир» (МАРТИС «Золотая фортуна») (2012).
- Медаль «European scientific and industrial consortium – Mikhail Lomonosov» (2020).